# بادووینتسی
بادووینتسی (به صربی: Badovinci) یک روستا در صربستان است که در بوگاتیچ واقع شده‌است.